# Jürgen Heinrich (Politiker)
Jürgen Heinrich (* 19. November 1937 in Hamburg) ist ein deutscher SPD-Politiker und ehemaliges Mitglied der Hamburgischen Bürgerschaft.

## Leben
Nach dem Schulbesuch in Hamburg-Niendorf mit Abschluss der 9. Klasse absolvierte Jürgen Heinrich von 1952 bis 1955 eine Lehre als Bauschlosser. Im gleichen Zeitraum besuchte er eine Abendschule und machte die Mittlere Reife. Nach drei Gesellenjahren ging er von 1958 bis 1961 auf die damalige Bauschule Hamburg und verließ sie als Ingenieur im Tiefbau. Bis 1974 arbeitete er in verschiedenen Ingenieurbüros auf dem Gebiet der Statik. 1974 wechselte er in die Abteilung Tiefbau beim Bezirksamt Eimsbüttel.
Seit 1960 ist Jürgen Heinrich verheiratet. Er hat zwei Söhne.

## Politik
1958 trat Heinrich in die SPD ein. Neben verschiedenen Parteifunktionen arbeitete er von 1969 im Ortsausschuss Stellingen und als Abgeordneter der Bezirksversammlung Eimsbüttel mit. Nach den Vorschriften musste er diese Tätigkeit nach seinem Wechsel in die Verwaltung des Bezirksamts Eimsbüttel aufgeben.
1982 wurde Jürgen Heinrich für die SPD als Abgeordneter in die Hamburgische Bürgerschaft gewählt. Schwerpunkt seiner Arbeit dort bis 1986 lag in den Ausschüssen für Umwelt, Sport und Verkehr.